# Q.931
| Couche                | Protocoles Canal D                  | Protocoles Canal D                  | Protocoles Canal D                  | Protocoles Canal B                  | Protocoles Canal B                  | Protocoles Canal B                  |                                     |
| --------------------- | ----------------------------------- | ----------------------------------- | ----------------------------------- | ----------------------------------- | ----------------------------------- | ----------------------------------- | ----------------------------------- |
|                       | Signalisation                       | Paquet                              | Télémétrie                          | Commut. circuit                     | Semi permanent                      | Commut. paquet                      |                                     |
| Application           | Utilisateurs                        |                                     |                                     |                                     |                                     |                                     |                                     |
| Présentation          | Utilisateurs                        |                                     |                                     |                                     |                                     |                                     |                                     |
| Session               | Utilisateurs                        |                                     |                                     |                                     |                                     |                                     |                                     |
| Transport             | Utilisateurs                        |                                     |                                     |                                     |                                     |                                     |                                     |
| Réseau                | Q.931                               | X.25.3                              | IP*                                 | X.25.3                              |                                     |                                     |                                     |
| Liaison               | Q.921 LAP-D                         | Q.921 LAP-D                         | Q.921 LAP-D                         | HDLC* PPP*                          | LAP-B                               |                                     |                                     |
| Physique              | Accès de base I.430, primaire I.431 | Accès de base I.430, primaire I.431 | Accès de base I.430, primaire I.431 | Accès de base I.430, primaire I.431 | Accès de base I.430, primaire I.431 | Accès de base I.430, primaire I.431 | Accès de base I.430, primaire I.431 |
| * Protocoles non RNIS |                                     |                                     |                                     |                                     |                                     |                                     |                                     |

La recommandation Q.931 de l'UIT-T traite des procédures pour établir, maintenir et terminer une connexion RNIS.
Les fonctions et procédures sont décrites de manière générale dans les recommandations Q.930 et I.450.

## Q.931
Q.931 est défini par l'UIT-T comme : "Spécification de la couche 3 de l'interface utilisateur-réseau RNIS pour la commande de l'appel de base". Il est un protocole de niveau 3 par rapport au modèle OSI. Il est chargé de l'établissement, du maintien et de la libération des connexions réseau. Il est utilisé au niveau de l'interface utilisateur-réseau.

## Message Q.931
| Message     | Signification          | Hex value | Details |
| ----------- | ---------------------- | --------- | --- |
| ALERT       | Alerting               | 01        | Call establishment message. Alerting of called user has been established. |
| CALL PROC   | Call proceeding        | 02        | Call establishment message. Requested call establishment has been initiated, and no more call establishment information will be accepted.                                                                                         |
| CON CON     | Congestion control     | 79        | Miscellaneous message. Establishment or termination of flow control on transmission of USER INFO. |
| CONN        | Connect                | 07        | Call establishment message. Call acceptance by the called user. |
| CONN ACK    | Connect acknowledge    | 0F        | Call establishment message. Acknowledges call connection to the called user and initiates the data communication phase. |
| DEACT       | Deactivate             | 37        | Call information message. Requests release of the B channel from the semi-permanent connection. The connection is maintained but the B channel becomes available for use.                                                         |
| DEACT ACK   | Deactivate acknowledge | 40        | Call clearing message. Sender has disconnected the B channel (but retains the call reference). The receiver should release the B channel (but retain the call reference).                                                         |
| DETACH      | Detatch                | 48        | Call clearing message. Acknowledges DETACH and indicates that the B channel has been released and is available for use (but the call reference has been retained).                                                                |
| DETACH ACK  | Detach acknowledge     | 45        | Call clearing message. Requests release of the B channel and the release of the call reference value. |
| DISC        | Disconnect             | 62        | Miscellaneous message. This message is sent to control network facilities. |
| FACILITY    | Facility               | 6A        | Miscellaneous message. Acknowledges FACILITY. |
| FAC ACK     | Facility acknowledge   | 7B        | Miscellaneous message. Provides additional information for call establishment or miscellaneous call-related information. |
| INFO        | Information            | 6E        | Miscellaneous message. Indicates information pertaining to a call. |
| PROGRESS    | Progress               | 03        | Call establishment message. Indicates the progress of a call in the event of interworking or the provision of in-band information.                                                                                                |
| REACT       | Reactivate             | 36        | Call information message. Requests connection to a deactivated semi-permanent connection. |
| REACT ACK   | Reactivate acknowledge | 3E        | Call information message. Acknowledges REACT and indicates reconnection to a deactivated semi-permanent connection. |
| REACT REJ   | Reactivate reject      | 32        | Call information message. Acknowledges REACT and indicates failure to reconnect to a deactivated semi-permanent connection. |
| REG         | Register               | 64        | Miscellaneous message. Sent to the network independently from a call, to control facilities. |
| REG ACK     | Register acknowledge   | 66        | Miscellaneous message. Acknowledges REG and indicates completion of a non-call related facility control request. |
| REL         | Release                | 4D        | Call clearing message. Sender has disconnected the B channel and intends to release the call reference. The receiver should release the B channel and the call reference value, and abort any calls being set up on that channel. |
| REL COM     | Release complete       | 5A        | Call clearing message. Sender has released the B channel and the call reference value. The receiver then releases the call reference value.                                                                                       |
| RESTART     | Restart                | 46        | Call clearing message. Sent to request a restart (i.e. return to idle condition) of the indicated channel or interface. |
| RESTART ACK | Restart acknowledge    | 2E        | Call clearing message. Acknowledges RESTART and indicates that the restart is complete. |
| RESUME      | Resume                 | 26        | Miscellaneous message. Requests the resumption of a call which has been suspended via SUSPEND. |
| RESUME ACK  | Resume acknowledge     | 2E        | Miscellaneous message. Acknowledges RESUME and indicates the completion of a request to resume a suspended call. |
| RESUME REJ  | Resume reject          | 22        | Miscellaneous message. Acknowledges RESUME and indicates failure to resume a suspended call. |
| SETUP       | Set-up                 | 05        | Call establishment message. Initiates call establishment. |
| SETUP ACK   | Set-up acknowledge     | 0D        | Call establishment message. Indicates that call establishment has been initiated and that additional information may be required.                                                                                                 |
| STATUS      | Status                 | 7D        | Miscellaneous message. Sent to report certain error conditions or in response to STATUS ENQ. |
| STATUS ENQ  | Status enquiry         | 75        | Miscellaneous message. Sent to solicit STATUS. |
| SUSPEND     | Suspend                | 25        | Miscellaneous message. Sent to request the suspension of a call. |
| SUSPEND ACK | Suspend acknowledge    | 2D        | Miscellaneous message. Acknowledges SUSPEND and indicates completion of the request to suspend a call. |
| SUSPEND REJ | Suspend reject         | 22        | Miscellaneous message. Acknowledges SUSPEND and indicates failure of a request to suspend a call. |
| USER INFO   | User information       | 20        | Call information message. Conveys information from one user to another during the active communication phase of a call. |

## Format d'un message Q.931
| Message                                       | Message                        | Message                        | Message                        | Message                                              | Message                                              | Message                                              | Message                                              | Message |
| --------------------------------------------- | ------------------------------ | ------------------------------ | ------------------------------ | ---------------------------------------------------- | ---------------------------------------------------- | ---------------------------------------------------- | ---------------------------------------------------- | ------- |
| 8                                             | 7                              | 6                              | 5                              | 4                                                    | 3                                                    | 2                                                    | 1                                                    | Octet   |
| Discriminateur de protocole                   | Discriminateur de protocole    | Discriminateur de protocole    | Discriminateur de protocole    | Discriminateur de protocole                          | Discriminateur de protocole                          | Discriminateur de protocole                          | Discriminateur de protocole                          | 1       |
| 0                                             | 0                              | 0                              | 0                              | Longueur de la valeur de référence d'appel en octets | Longueur de la valeur de référence d'appel en octets | Longueur de la valeur de référence d'appel en octets | Longueur de la valeur de référence d'appel en octets | 2       |
| Valeur de la référence d'appel                | Valeur de la référence d'appel | Valeur de la référence d'appel | Valeur de la référence d'appel | Valeur de la référence d'appel                       | Valeur de la référence d'appel                       | Valeur de la référence d'appel                       | Valeur de la référence d'appel                       | 3       |
| 0                                             | Type de message                | Type de message                | Type de message                | Type de message                                      | Type de message                                      | Type de message                                      | Type de message                                      | etc.    |
| autres éléments d'information, le cas échéant |                                |                                |                                |                                                      |                                                      |                                                      |                                                      | etc.    |

### Informations obligatoires
- Discriminateur de protocole
- Référence d'appel
- Type de message

### Informations optionnelles
- Changement de code
- Données à suivre
- Fin de numérotation
- Niveau d'encombrement
- Indicateur de répétition
- Message fractionné
- Capacité du support
- Cause
- Identité de l'appel
- État de l'appel
- Identification du canal
- Indicateur de progression
- Fonctionnalités spécifiques au réseau
- Indicateur de notification
- Affichage
- Date/heure
- Fonction-clavier
- Signal
- Débit d'information
- Temps de transit de bout en bout
- Sélection et indication du temps de transit
- Paramètres binaires de la couche Paquet
- Taille de la fenêtre de la couche Paquet
- Taille des paquets
- Groupe fermé d'utilisateurs
- Indication de taxation à l'arrivée
- Numéro du demandeur
- Sous-adresse du demandeur
- Numéro du demandé
- Sous-adresse du demandé

## Autres utilisations de Q.931
Les messages décrits dans la recommandation Q.931 servent principalement dans l'environnement RNIS, GSM et SS7. Mais ils sont aussi utilisés dans la signalisation relais de trames avec le protocole Q.933 ou dans la signalisation ATM avec le protocole Q.2931.
Les messages ont aussi été repris et intégrés dans le protocole H.323 et plus précisément dans la partie signalisation H.225.